# Аршакиди
 Тази статия е за арменската династия.  За партската династия вижте Аршакиди (Партско царство).  
Династията на Аршакидите (на арменски: Արշակունիներ; също арменски Аршакуни) е царска династия, управлявала древна Армения в периода 54 – 428. За партските Аршакиди под името Ашканиди говори и ал-Масуди в своето съчинение „Златните наноси“.

## Царе
- Вагаршак-Ванон, 11 – 16
- Аршак I, 34 – 35 втори Аршакидски цар на арменския трон, както по арменските, така и според римските източници. Син на партския цар Артабан. Убит след година при заговор, организиран от римляните.
- Трдат I, 51 – ?
- Абгар VІ ? – 88 цар на Осроена и Армения.
- Санатрук, 88 – 110

В хронологията на Себеос четвърти цар от Аршакидите под името Артабан.
- Ашхадар-Шидар, 110 – 113
- Партамасир, 113 – 114
  - В 114 – 116 г. – римска окупация.
- Санатрук I 116 е бил свален от Хосров I и заменен с Ашхадар. По време на римската окупация вдига въстание, но загива в битка. Неговият син Вагарш І продължава борбата.
- Вагарш I, 116 – 140/44

Споменава се в хронологията на Себеос под името Аршак, като петия Аршакидски цар, без да се броят Ашхадар и Партамасир.
- Сохемос (Тигран VII), ок. 140 – 161
- Пакор (Бакур), ок. 161 – 163
- Сохемос (Тигран VII), ок. 163 – 185
- Вагарш II, 185 – 198
- Хосров I Велики, 198 – 211 – управлява 48 години. След падането на Партските Аршакиди през 226 ги приютява в Армения, и също води успешни войни с Арташир I Сасанидски. Убит от ръката на Анак от рода на партските Аршакиди, които приютява в заговор, организиран от Арташир Сасанидски.
  - безцарствие 259 – 262 3 години
- Трдат II Велики, 274/287—330
- Хосров II Котак, 330 − 338 – начало на царстването – осмата година на Костандин (306 – 337). Посадил Хосровския лес, който съществува и днес. Основава нова столица – град Двин.

Разбива втурналата се в Армания войска на мазкутите в битката при Ошакан.
- Тиран, 338 − 350 – царува 13 години според всички арменски източници, освен Херонаци. По време на римо-персийските войни от 335 – 338 г. е взет в плен от персийския цар Шапуг и ослепен.
- Аршак II, 350 − 369
- Пап, 370 − 374
- Вараздат, 374 − 378
- Аршак III, 378 − 389
- Вагаршак II, 378 − 382 разделение на Армения през 387 г. на Римска под управлението на Аршак и Персийска под управлението на Хосров
- Хосров III, 387 − 389
- Врамшапух (Вагарш III), 389 – 415 царува 26 години според Самуел Анеци. С неговата поддръжка през 405 г. Месроп Мащоц създава арменската азбука.
- Хосров III (вторично), 415 − 416
- Шапур (Сасанид), 416 − 420
  - безцарствие 3 години
- Арташес IV, 423 − 428
  - Унищожаване на царската власт в Армения от персите. След това Армения е управлявана от марзпани, назначени от персийски царе.